# Modern liberalisme in de Verenigde Staten
Modern Amerikaans liberalisme is een vorm van liberalisme ontwikkeld vanuit progressieve idealen zoals New Nationalism van Theodore Roosevelt, New Freedom van Woodrow Wilson, New Deal van Franklin D. Roosevelt, New Frontier van John F. Kennedy en Great Society van Lyndon B. Johnson. Het combineert progressief liberalisme en sociaal-progressivisme met steun voor een verzorgingsstaat en een gemengde economie. Amerikaanse liberale doelen zijn stemrecht voor Afro-Amerikanen, abortusrechten voor vrouwen, homorechten en overheidsrechten zoals onderwijs en gezondheidszorg.
De keynesiaanse economische theorie heeft een centrale rol gespeeld in de economische filosofie van de Amerikaanse liberalen. De redenering is dat nationale welvaart een overheidsbeheer van de macro-economie vereist, om de werkloosheid laag te houden, de inflatie in toom te houden en de groei hoog te houden.
John F. Kennedy definieerde een liberaal als volgt:

...iemand die vooruit en niet achteruit kijkt, iemand die nieuwe ideeën verwelkomt zonder rigide reacties, iemand die geeft om het welzijn van het volk - hun gezondheid, hun huisvesting, hun scholen, hun werk, hun burgerrechten en hun burgerlijke vrijheden - iemand die gelooft dat wij de impasse en vermoedens die ons grijpen in ons buitenlands beleid kunnen doorbreken, als dat is wat ze bedoelen met een "liberaal", dan ben ik trots om te zeggen dat ik een "liberaal" ben. 

De meeste Amerikaanse liberalen zijn voorstander van een gemengde economie omdat ze de uitersten van rijkdom en armoede onder onbeperkt kapitalisme vrezen; ze wijzen op de wijdverspreide voorspoed door een gemengde economie sinds de Tweede Wereldoorlog. Ze geloven dat alle burgers recht hebben op de basisbehoeften van het leven en ze komen op voor de bescherming van het milieu. Modern Amerikaans liberalisme wordt doorgaans geassocieerd met de Democratische Partij.
Sinds juni 2010, identificeren 40% van de Amerikaanse stemmers zich als conservatieven, 36% als gematigden en 22% als liberalen. Er is een hoge mate van stabiliteit de laatste twee decennia. Bijvoorbeeld, 40% van de stemmers noemden zichzelf gematigden, 35% conservatief en 18% liberaal in 1992. Echter, wanneer stemmers gevraagd worden naar individuele beleidsvormen staan ze aan de kant van de liberale ideeën.